# Nehemiah Abbott
Nehemiah Abbott (ur. 29 marca 1804 w Sidney, zm. 26 lipca 1877 w Belfaście) – amerykański polityk, kongresman ze stanu Maine.
Po ukończeniu studiów prawniczych w Litchfield w 1836 rozpoczął praktykę adwokacką w Calais, którą kontynuował w Columbus i w Belfaście. Był członkiem Izby Reprezentantów Maine w latach 1842, 1843 i 1845.
Został wybrany członkiem Izby Reprezentantów Stanów Zjednoczonych z ramienia Partii Republikańskiej i pełnił swój urząd od 4 marca 1857 do 3 marca 1859. Nie ubiegał się o reelekcję i kontynuował praktykę adwokacką do swojej śmierci w 1877. Ponadto w latach 1865–1866 piastował urząd burmistrza Belfastu.
Pochowany na Grove Cemetery w Belfaście.